# 강윤구 (공무원)
강윤구(姜允求, 1950년 10월 5일 ~ , 전남 영광)는 대한민국의 공무원이다.

## 학력
- 염산서초등학교 졸업
- 광주서중학교 졸업
- 광주고등학교 졸업
- 고려대학교 철학 학사
- 경희대학교 대학원 행정학 박사

## 경력
- 1974년 제16회 행정고시 합격
- 경제기획원 기획관리실 근무(사무관)
- 경제기획원 물가정책국 근무
- 경제기획원 경제기획국 근무
- 1987년 보건복지부 기금관리과장
- 보건복지부 가정복지과장
- 보건복지부 장애인복지심의관
- 보건복지부 연금보험국장
- 새천년민주당 정책연구실 수석전문위원
- 새천년민주당 정책연구실장
- 2003년 3월 ~ 2004년 7월 제28대 보건복지부 차관
- 2005년 경희대학교 행정대학원 겸임교수
- 순천향대학교 보건행정경영학과 교수
- 순천향대학교 의료과학대학장
- 2008년 6월 ~ 2009년 8월 대통령실 사회정책수석비서관
- 2010년 3월 ~ 2014년 2월 제7대 건강보험심사평가원 원장
- 2014년 1월 ~ 2015년 동국대학교 약학대학 석좌교수
- 2014년 한국건강증진개발원 이사장
- 2015년 9월 ~ 고려대학교 법학전문대학교 특임교수
- 2015년 11월 ~ 고려대학교 보건의료법정책연구센터 소장
- 2018년 3월 ~ 삼성생명 사외이사
  - 삼성생명 이사회의장
  - 삼성생명 내부거래위원회 위원 → 내부거래위원회 위원장
  - 삼성생명 임원후보추천위원회 의장 → 임원후보추천위원회 위원장
  - 삼성생명 경영위원회 위원
  - 삼성생명 ESG 위원회 위원
- 2020년 2월 ~ 한국실명예방재단 이사장

## 수상
- 2011년: 포브스 최고경영자 대상 정도경영부문 대상

| 전임 신언항 | 제29대 보건복지부 차관 2003년 3월 3일 ~ 2004년 7월 20일 | 후임 송재성 |

| 전임 박미석 | 제2대 대통령실 사회정책수석비서관 2008년 6월 23일 ~ 2009년 8월 31일 | 후임 진영곤 |